# Il garofano rosso (film)
Il garofano rosso è un film italiano del 1976, diretto da Luigi Faccini e tratto dal romanzo omonimo di Elio Vittorini.

## Trama
Alessio e Tarquinio sono due giovani studenti di Siracusa che condivivono le loro avventure amorose e i loro pensieri sul regime fascista. Un giorno Alessio si innamora della matura Zobeide.